# Hörntand

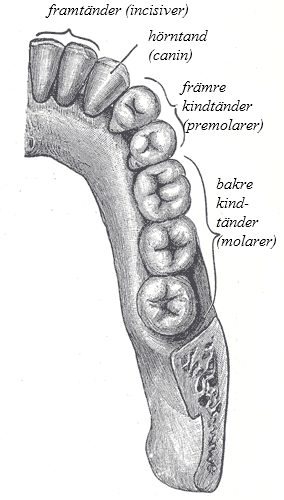
Människans tänder i överkäken.

Hörntand eller canin. Människan har två hörntänder i underkäken och två i överkäken. De första hörntänderna (mjölktänder) kommer när barnet är cirka 1,5 år gammalt. Vuxenhörntänderna kommer vid 11 års ålder (+/- ca 1 år). Människans övre hörntänder har det längsta rotfästet i hela tanduppsättningen.
Det latinska ordet för hörntand, Dens caninus, betyder "hundtand".
Hos de flesta däggdjur finns liksom hos människan två hörntänder i övre och två i undre käken. De ligger mellan framtänderna och premolarerna. Hos hästar är det vanligen bara hingstar som har hörntänder. Hardjur och gnagare saknar hörntänder och hos idisslare finns hörntänder bara i undre käken. En del djurarter har förlängda hörntänder som kallas betar, men ordet kan även syfta på förlängda framtänder.
Hörntanden liknar beroende på däggdjursart en kon eller en krok i formen. Den har endast en rot.
Förutom caniner delar man in tänderna i incisiver (framtänder), premolarer (främre kindtänder) och molarer (kindtänder).

Översikt över människans munhåla och tänder